# Бауэр, Льюис Агрикола
Льюис Агрикола Бауэр (англ. Louis Agricola Bauer; 1865—1932) — американский геофизик немецкого происхождения.

## Биография
Родился 26 января 1865 года в городе Цинциннати, штат Огайо, в немецкой семье.
Получил специальность инженера в университете Цинциннати, который окончил в 1888 году. 
До 1892 года работал в Береговой и геодезической службе США (ныне Национальная геодезическая служба США), в обязанности которой с 1843 года входила геомагнитная съемка. Для продолжения образования в этой области стажировался в университете Берлина, совершенствовался под руководством физика М. Планка, астронома В. Фёрстера, метеоролога и физика В. Бецольда В 1893 году Бауэр начал продолжительное с немецким геофизиком А. Шмидтом. В 1895 году в Берлинском университете Льюис Бауэр защитил докторскую диссертацию о магнитном поле Земли на тему «Beitrấge zur Kenntniss des Wesens der Sấcularvariation des Erdmagnetismus».
Вернувшись в США, в 1895–1896 годах читал лекции в университете Чикаго, в 1896 году стал инициатором создания международного журнала «Terrestrial Magnetism» («Земной магнетизм»), который позже стал выходить под названием «Journal of Geophysical Research». C 1897 по 1899 год Бауэр преподавал в университете Цинциннати и руководил магнитными исследованиями в Геологической службе штата Мэриленд. В 1899 году он принял предложение Береговой и геодезической службы США и возглавил в ней отдел земного магнетизма. Под руководством учёного была создана сеть постоянных обсерваторий в Мэриленде (1900), на Аляске (1901) и Гавайях (1902).
Для расширения географии исследований он предложил международный проект изучения магнитных и электрических свойств Земли руководству созданного в 1902 году Института Карнеги в Вашингтоне. Инициатива Льюиса Бауэра нашла поддержку, и в 1904 году он стал директором специально созданного в этом институте отдела международных исследований по земному магнетизму. С 1905 по 1921 год отдел земного магнетизма снарядил более ста экспедиций в разные точки земного шара; под руководством Бауэра было проведено свыше 6000 магнитных измерений от Тихого океана до Антарктиды.
Исследования Л. Бауэра нашли поддержку в России. В 1907 году он был делегатом I Конгресса Международной сейсмической комиссии в Лондоне и в 1913 году был избран в состав Постоянной магнитной комиссии Императорской Санкт-Петербургской академии наук. 26 ноября 1924 года по рекомендации русских учёных на основании единогласного решения кандидатура Бауэра была предложена Отделением физико-математических наук Российской академии наук на избрание членом-корреспондентом по разряду физических наук. 6 декабря этого же года общее собрание Академии утвердило американского ученого в этом звании.
В 1927 году во время пребывания в Европе Льюис Бауэр испытал нервный срыв. До 1929 года он продолжал руководить отделом в Институте Карнеги, однако потерял интерес к работе. 12 апреля 1932 года учёный покончил жизнь самоубийством.

## Заслуги
Льюис Агрикола Бауэр является автором более 300 работ научных работ. 
Он стоял у истоков создания Международного союза геодезии и геофизики (1919), в рамках которого начала работу Международная ассоциация геомагнетизма и аэрономии. В 1919–1927 годах Бауэр был ученым секретарем, а в 1927–1930 годах – президентом ассоциации.
В 1910 году Бауэр получил премию Чарльза Лагранжа от Королевской академии наук и искусств Бельгии. Он был избран членом Американской академии искусств и наук в 1912 году. В 1913 году получил знак отличия от университета Цинциннати. 
После его смерти, в сентябре 1932 года вышел специальный номер издания «Terrestrial Magnetism and Atmospheric Electricity», посвященный Л. Бауэру.